# Al-Schabaka
Al-Schabaka, arabisch الشبكة, DMG aš-Šabaka ‚das Netz/Netzwerk‘, war eine von 1956 bis 2018 wöchentlich erscheinende arabischsprachige libanesische Kunstzeitschrift. Für arabische Verhältnisse war das Magazin in den 1960er- bis 1990er-Jahren sehr freizügig und wurde oft als „arabischer Playboy“ bezeichnet.

## Frühe Geschichte
Das Magazin erschien erstmals 1956, rund ein/zwei Jahre nach der Gründung des Verlags Dar al-Sayyad von Said Farihah. Dieser hatte sich bereits mit der säkular-nationalistischen, pro-nasseristischen Zeitung al-Sayyad arabisch الصيّاد ‚der Jäger‘ einen Namen gemacht. Inhaltlich ging es vor allem um Kunst, Musik und Mode.
Die erste Ausgabe erschien am 30. Januar 1956. Zwischen 1956 und 1962 bewegte sich die wöchentliche Auflage bei 12.000 bis 20.000 Exemplaren, in den 1960er-Jahren stieg sie auf 75.000. Eine Ausgabe mit einem Interview mit dem ägyptischen Präsidenten Gamal Abd al-Nasser soll eine Auflage von 192.000 Exemplaren erreicht haben.

## Arabischer "Playboy"

Al-Schabaka, Titelbild mit Nagwa Fuad im Bikini, 1969.

In den 1960er-Jahren begann für al-Schabaka eine inhaltliche Neuausrichtung, die auch zu einem neuen Aufschwung führte; nachdem Farihah und die Redaktion erkannten, dass das Titelbild eine entscheidende Rolle für die Vermarktung spielte. Die Cover der al-Schabaka zeigten fortan fast ausschließlich Bilder von spärlich bekleideten Frauen, sehr oft im Badeanzug und Bikini oder kurzen Kleidern in teils gewagten Posen. Bei den abgebildeten Frauen handelte es sich – neben auch gänzlich unbekannten Frauen – vor allem um bekannte Künstlerinnen, Schauspielerinnen und Tänzerinnen, darunter etwa Nagwa Fuad und Georgina Rizk.
Die für damals in der arabischen Welt ungewohnte Freizügigkeit veranlasste viele Menschen die al-Schabaka in die Nähe einer pornografischen Zeitschrift zu rücken; viele beurteilten sie als konservative „arabische Alternative zum Playboy“. Für die heranwachsende arabische Jugend wurde al-Schabaka zum Teil ihrer Erfahrungen der Adoleszenz und Bestandteil ihrer sexuellen Fantasien.
Die freizügigen Darstellungen stießen in den konservativen Gesellschaften des Nahen Ostens selbst bei Säkularen oft nicht auf Gegenliebe. So beklagte sich Ägyptens Präsident Gamal Abd al-Nasser gegenüber der Herausgeberfamilie Farihah etwa über das Titelbild einer Ausgabe, auf dem die Künstlerin Randa beim Duschen zu sehen war (Ausgabe 674, 1968). Im Libanon hingegen war al-Schabaka nicht das einzige dieser Magazine, ähnliche Formate waren „Saut al-Adalah“ (Stimme der Gerechtigkeit), „Alf Laila wa Laila“ (Tausendundeine Nacht), "Al-Mawadd" (Das Rendezvous) und „Al-Dschins“ (Das Geschlecht). Darüber hinaus war auch der Playboy selbst im Libanon frei erhältlich.
Die weibliche Freizügigkeit wurde zum Erfolgskriterium von al-Schabaka, das in seiner Auflage alle arabischen Zeitschriften übertraf und eine wöchentliche Erscheinungsrate von über einhunderttausend Exemplaren erreichte.

## Kunstmagazin und Einfluss auf libanesische Gesellschaft
Neben der Sex-sells-Dimension hatte die al-Schabaka gleichzeitig eine hochprofessionelle Seite in seiner Berichterstattung über Kunst und Kultur, in Form von Interviews mit bekannten Künstlern und Dichterduellen, wodurch es trotz der gewagten Cover auch abseits der darauf ausgerichteten Zielgruppe seinen Absatz fand. „Es war sicherlich kein ‚Porno‘-Magazin. […] Al-Shabaka betrat jedes Haus, weil sie künstlerisch und leicht war“, so der libanesische Journalist und Schriftsteller Dschihad Bazzi. Die Journalistin Hiba Danesch glaubt nicht, dass das Magazin im Libanon schlecht angesehen war: „Al-Shabaka war definitiv nicht wie Magazine wie ‚Al-Hasna‘, ‚Nadine‘ und ‚Al-Mawadd‘, diese Magazine waren in Bezug auf Bilder und Skandale gewagter.“ Gerade in den 1980er Jahren habe das Magazin viel zur Kultur und zum Bewusstsein der libanesischen Jugend beigetragen.

## Niedergang und Ende
In den frühen 1970er-Jahren befand sich das Magazin auf dem Höhepunkt seines Erfolges, wodurch der Verlag in ein größeres Gebäude umzog und eine Druckmaschine erwarb, die 30.000 Exemplare in einer Stunde drucken konnte. Inzwischen war Dar al-Sayyad zu einem der bedeutendsten Verlage des Nahen Ostens geworden.
Bedeutende Einschnitte, die zum Niedergang des Magazins und damit auch des ganzen Verlags beitrugen, waren der von 1975 bis 1990 dauernde libanesische Bürgerkrieg, der Tod des Herausgebers Said Farihah im Jahr 1978, die gesamtarabische, konservative Re-Islamisierung in den späten 1970er- und insbesondere 1980er-Jahren, und die Verbreitung des Internets in den 1990er- und 200er-Jahren, wodurch Jugendliche an freizügige Bilder jederzeit und in großen Mengen gelangen konnten, statt auf das wöchentliche Cover der al-Schabaka angewiesen zu sein. Ebenso sei das Magazin nach Meinung einiger Kritiker zu einer Zeitschrift nur für Klatsch und Tratsch geworden.
Im Jahr 2018 verkündeten die Herausgeber sowohl das Ende der al-Shabaka als auch die Auflösung des gesamten Dar al-Sayyad-Verlages und seiner Publikationen; das Archiv wurde verkauft.